# IC 1396A
IC 1396A, також Туманність Хобот Слона — галактика типу EN (емісійна туманність) у сузір'ї Цефей.
Цей об'єкт міститься в оригінальній редакції індексного каталогу. Видимі розміри об'єкта 14,00' × 2,0'.